# Zango
Zango és una comuna del municipi de Viana, a la província de Luanda.